# 健一窯
健一窯（けんいちがま）とは、栃木県芳賀郡益子町にある益子焼の窯元：陶器製造業者である。
益子焼の陶芸家である大塚健一が開窯し、現在は2代目である大塚雅淑とその妻である大塚菜緒子の2人で運営している。

## 沿革

### 初代・大塚健一
敗戦直後の1948年（昭和23年）3月25日、益子町のたばこ農家に生まれた大塚健一は、焼き物：陶芸に興味を持つようになった。
この時期の益子町の窯元や陶工たちは、益子町に定住した濱田庄司が提唱した民藝運動に大きな影響を受け、民芸調の作陶活動をしていくようになっていった。そして円熟期を迎えた濱田が人間国宝に認定されたほか、文化勲章を受章するなどしたため、益子町全体が「民芸の町」として注目され始めるようになった。
1966年（昭和41年）、益子町がそんな状況にあった時期に中学を卒業した健一は、濱田の影響を大いに受け、益子町の民藝活動家の中心人物であった佐久間藤太郎に師事。そして7年間の修行の後、1973年（昭和48年）に築窯し独立、「健一窯」を立ち上げた。
そして益子焼伝統の土と釉薬を使い、益子焼の風合いを生かした自らの作陶を極めながら日本各地の様々な芸術祭や展覧会に出品し、入選し賞を受賞し、1994年（平成6年）、国から益子焼の伝統工芸士に認定された。そして2002年（平成14年）には関東経済産局長表彰、また2006年（平成18年）には経済産業大臣表彰を受賞した。
また2008年（平成20年）7月31日に放送されたテレビ番組「TVチャンピオン」の「陶芸王選手権」に出場し、準チャンピオンとなっている

### 二代目・大塚雅淑、菜緒子夫妻
1976年（昭和51年）、益子町に生まれた長男の大塚雅淑は「父の仕事を継ぐのは自分」と高校卒業後の1997年（平成9年）、栃木県窯業指導所（現・栃木県産業技術センター 窯業技術支援センター）に入所し2年間学んだ後卒業。同時に父・健一に師事した。
轆轤から学び、土の扱いに慣れた5年後からは釉薬の調合もするようになった。そして作陶の仕事に慣れ、仕事に対して惰性な日々を送っていた時に出会ったのが、1981年（昭和56年）に茨城県潮来市で生まれた菜緒子だった。
もともと絵を描くことや物を作ることが好きだった菜緒子は、2000年（平成12年）に入学した東京・明星大学日本文化学部造形芸術学科で出会った先生に導かれるように夢中で陶芸を学び、漠然と笠間焼か益子焼のどちらかで陶芸の仕事に就きたいと見学しに来た菜緒子を案内したのが雅淑だった。そして菜緒子の作品を観て「自分の轆轤よりも腕が上」だと衝撃を受け、そして益子焼の魅力に惹かれた菜緒子もたびたび益子を訪れるようになり、2004年（平成16年）には菜緒子も父・健一に師事するようになり、その1年後の2005年（平成17年）に2人は結婚した。
陶芸についてなんでも語り合えて、互いの作品を評価し合える相手と結婚したことにより、雅淑の陶芸に対する考え方も変わっていくようになっていった。
父親の作品である伝統的な益子焼から離れたがっていた雅淑だったが、菜緒子が作る、益子の土を使ったぽってりとした器に、益子焼の伝統釉薬である糠白、柿釉、糠青磁、飴釉を使い彩ったモダンな作品を観ていくうちに、改めて「益子焼」の良さに気が付くようになっていった。
その後、そして2014年（平成26年）3月26日、伝統継承者の若返りを図るために、実に18年ぶりに試験が実施され、5名のうちの1人として、大塚信夫（象嵌てん）、大塚一弘（清窯）、萩原芳典（萩原製陶所）、小峰一浩（小峰窯）と共に、国から益子焼伝統工芸士に認定された。またこの5名は栃木県の「益子焼伝統工芸士」にも認定された。
そして2016年（平成28年）1月26日には父・健一が逝去した。
そして現在、「健一窯」2代目として、自分の作りたいものを作る妻・菜緒子に敬意を払いながら、雅淑は自分の作品に挑戦しながら、その一方で夫婦揃って益子焼コラボTシャツ企画に参加しながら、年二回の個展や展示会での実演や
デパートの催事やSNSなどの宣伝活動を通して「益子焼の良さのアピール」をしている。